# David Amoo
David Oluwaseun Segun Amoo (Southwark, Inglaterra, 13 de abril de 1991) es un exfutbolista británico que jugaba de delantero.

## Clubes
| Club                              | País       | Año       |
| --------------------------------- | ---------- | --------- |
| Liverpool F. C.                   | Inglaterra | 2010-2012 |
| Milton Keynes Dons F. C. (cedido) | Inglaterra | 2011      |
| Hull City A. F. C. (cedido)       | Inglaterra | 2011      |
| Bury F. C. (cedido)               | Inglaterra | 2011-2012 |
| Preston North End F. C.           | Inglaterra | 2012-2013 |
| Tranmere Rovers F. C.             | Inglaterra | 2013      |
| Carlisle United F. C.             | Inglaterra | 2013-2015 |
| Partick Thistle F. C.             | Escocia    | 2015-2017 |
| Cambridge United F. C.            | Inglaterra | 2017-2019 |
| Port Vale F. C.                   | Inglaterra | 2019-2022 |
| Stevenage F. C.                   | Inglaterra | 2022-2023 |
| Crewe Alexandra F. C.             | Inglaterra | 2023      |
| Ebbsfleet United F. C.            | Inglaterra | 2023-2024 |
| Welling United F. C. (cedido)     | Inglaterra | 2024      |